# Nikolaj Konstantinovič Rerich
Nikolaj Konstantinovič Rerich, rusky Николай Константинович Рéрих, v anglosaském světě známý jako Nicholas Roerich (27. záříjul./ 9. října 1874greg. – 13. prosinec 1947) byl ruský mystik, malíř, scénograf, filozof, archeolog, teozof, spisovatel a cestovatel. Vytvořil na 7000 obrazů a 30 literárních děl.

## Život
Narodil se v bohaté rodině, jeho otec byl notář, patřil do tzv. vyšší střední třídy a stýkal se s umělci a spisovateli. Nikolaj měl už jako dítě všestranné zájmy – kromě malování také archeologii a přírodní vědy. Chtěl studovat malířství, otec mu však doporučoval práva, a tak se roku 1893 zapsal zároveň na akademii výtvarných umění a na universitu (práva). Hudební teoretik a kritik Vladimir Vasiljevič Stasov v něm v té době probudil zájem o hudbu a seznámil ho s vynikajícími hudebníky Modestem Petrovičem Musorgským, Nikolajem Andrejevičem Rimským-Korsakovem, Alexandrem Konstantinovičem Glazunovem. Rerich se stal ctitelem a znalcem vážné hudby, nejvíce miloval dílo Richarda Wagnera. Seznámil se i s mladým Sergejen Pavlovičem Ďagilevem, který také studoval práva. Později s Ďagiljevem, organizátorem slavného Ruského baletu, působícího v Paříži, spolupracoval. Vytvořil např. scénický návrh pro tehdy skandální premiéru Stravinského baletu Svěcení jara (Paříž, 29. května 1913).
Roku 1899 po dokončení studií se Rerich rozhodl, že bude cestovat po Evropě, aby poznal kulturní život a hlavně výstavy, muzea a výtvarné umění v Paříži, Bruselu a Berlíně. Ještě před odjezdem se seznámil s Helenou Šapošnikovou, neteří skladatele Musorgského, se kterou se zasnoubil a po návratu z evropské studijní cesty si ji vzal za ženu. Helena byla všestranně nadaná spisovatelka (jejím nejvýznamnějším dílem jsou Základy buddhismu). Celý život byla manželovi oporou, měla stejné zájmy a doprovázela ho i na jeho cestách. V roce 1902 se jim narodil syn Grigorij, 1904 syn Svjatoslav.
Další studijní cestu podnikl Rerich v letech 1903–04 po evropském Rusku, kreslil a maloval chrámy, hrady, města. Uvědomil si, že většina památek je ve špatném stavu, upozorňoval na tyto nedostatky, a již tehdy vznikal plán na záchranu památek, který později rozšířil na celý svět – za 30 let vyhlásil slavný Roerichův pakt (15. dubna 1935, Washington), také známý jako Washingtonská smlouva o ochraně uměleckých a vědeckých zařízení a historických památek.
Roku 1915 onemocněl zápalem plic a dlouhodobě se léčil ve Finsku, revoluce ho zastihla mimo území Ruska. V nepřehledné situaci uvažoval, že se usadí v Indii, dostal však pozvání k návštěvě Spojených států a v roce 1920 tam s rodinou odjel. Měl velmi úspěšnou výstavu v New Yorku a ještě několik dalších výstav po celých Spojených státech. Pracoval tam i jako scénický výtvarník (Wagnerova opera Tristan a Isolda pro Operu v Chicagu). V roce 1921 založil v New Yorku vzdělávací Mistrovský institut spojených umění, který se snažil propojit malířství s ostatními druhy výtvarného umění. Institutu se dařilo do roku 1937, kdy byl zrušen, a až 1949 byl obnoven jako N. Roerich Museum. Je v něm veliká sbírka umělcových obrazů.
Konečně v roce 1923 se Rerichovi dostali do Indie. Nejdříve se soustředili na prohlídku kulturních a historických center a seznámení s vynikajícími učenci a umělci. Přestěhovali se do podhůří Himálaje, údolí Kullu blízko městečka Naggar, kde založili nový domov a ústředí himálajských studií, které bylo zaměřeno na botaniku, etnografii, lingvistiku a starou indickou a čínskou medicínu. Toto zařízení se rozkládá na ploše 16 hektarů a má 11 budov. Funguje dodnes jako mezinárodní nadace International Roerich Memorial Trust (IRMT), která má výzkumné centrum, galerii Rerichových obrazů a především školu pro 150 dětí, kde se vyučuje vedle výtvarného umění také indický klasický balet, klasická hudba, umění řezbářské a textilní (tradiční tkaní).
Rericha, který se hluboce zajímal o náboženství a kulturu Východu, fascinovala pověst o bájné podzemní říši Šambala, která se prý nachází v Himálaji. Svoji velikou výzkumnou expedici (1924-28) věnoval právě hledání této bájné země. Putoval s manželkou a syny a vyšli ze Šrínagaru v Kašmíru, pokračovali přes Ladak, Tibet, Turkestán a pohoří Altaj až do Mongolska. Po cestě studovali náboženství, mýty, bajky a jazyky obyvatel všech území, kterými prošli, hovořili s domorodci i s mnichy z vysokohorských klášterů. Cesta byla nesmírně náročná, i když byli dobře vybaveni – expedice měla sto velbloudů, pět koní, pět nákladních povozů a několik desítek nosičů. Postupovali starými karavanními cestami, museli překonat přes třicet vysokohorských průsmyků ve výšce 4 až 6 tisíc metrů, přešli pohoří Karákóram i Altaj a putovali po okrajích čínské pouště Taklamakan. Cestu popisuje kniha Srdce Asie, vznikla na ní řada obrazů a byla inspirací i pro další díla.

Pakt kultury

Po návratu Rerich maloval a psal knihy a filozofická pojednání z etnografie, archeologie, mystiky a náboženství. Roku 1935 začal realizovat záměr, o kterém uvažoval již řadu let - zformuloval a propagoval mezinárodní dohodu o ochraně uměleckých, historických a kulturních památek v případě války (tzv. Rerichův mírový pakt), který podepsalo 21 států panamerické unie a významní světoví umělci (Rabíndranáth Thákur, G. B. Shaw, H. G. Wells aj.). Namaloval pro tuto akci obraz „Pakt kultury“, který má ve svém středu čintámani, buddhistický a hinduistický symbol, který byl pro Roericha znakem duchovna a míru. Čintámani (sanskrt), je bájný drahokam s osmi fazetami, který plní všechna přání. V Rerichiově stylizovaném zobrazení je to červeně orámovaný bílý kruh, který má uprostřed tři pyramidovitě uspořádané červené čintámani (kruhy). Roerich navrhl také vlajku paktu kultury – kruh čintámani v bílém poli. Tento symbol se stal zobrazením jeho nejvnitřnějšího přesvědčení, že mír je bezpodmínečnou nutností pro další duchovní rozvoj lidstva. Za svoji mírovou iniciativu byl N. K. Rerich nominován v roce 1935 na Nobelovu cenu míru.
Celý život se snažil přispívat k duchovnímu rozvoji lidstva. Proto spolu s manželkou Helenou vytvořil novou duchovní cestu nazvanou agni-jóga (agni znamená v sanskrtu oheň), pokus o syntézu buddhismu, teosofie, ruského ortodoxního křesťanství a Einsteinovy teorie relativity.

## Dílo
V prvním období (kolem roku 1904) maloval hlavně ruská posvátná místa a kláštery (Starý Novgorod, Jaroslavl, Rostov Veliký, Suzdal, Smolensk, Kostroma, Pečora). Obrazy zachycovaly náboženské témata a pravoslavné světce, ale již v nich převládal mysticismus - motiv andělů, strážců duchovních pokladů, motiv cesty, brány, mostu jako symbol duchovního hledání. Objevovalo se i poselství dávných věků a kultur (Ilja Muromec, Velké očekávání), do obrazů zakomponovával také zapomenuté symboly. Po první světové válce maloval především alegorické a symbolické obrazy (Bitva v nebesích).
Další tvorba byla ovlivněna studiem náboženství a mystiky, zvláště východní. Jeho díla byla poznamenána pobytem v Indii a Himálajskou expedicí (obrazy Himálaj, Brahmaputra, Horská pevnost, Horské jezero, Klášter, Lama, Hranice Tibetu, Kančendženga, Tibetský stan, Mongolské jurty, Mongolský jezdec, Kůň štěstí – znak čintamani, Gessar-chán). Věčným tématem bylo zachycení mužského a ženského principu a série ikonografických představ o matce boží. Zobrazoval ji jako křesťanskou Marii (Madona laboris), nebo hinduistické bohyně (Lakšmí a hněvivá Kálí). Maloval také společně představitele různých světových náboženství – Krista, Muhammada, Buddhu, Konfucuia. Zajímal se i o „bohy budoucnosti“, Buddhu příštích věků Majtreju a Kalkího, posledního avatara (vtělení) boha Višnua.
Rerichovy knihy byly věnovány především filosofii, náboženství a mystice (Adamant, Plamen v kalichu, Říše světla), ale i etnografii a archeologii. Duchovní hledání odráží sbírka básní Květy Morya (1916–19). Cesty zachycují knihy Srdce Asie a Požehnaná cesta.

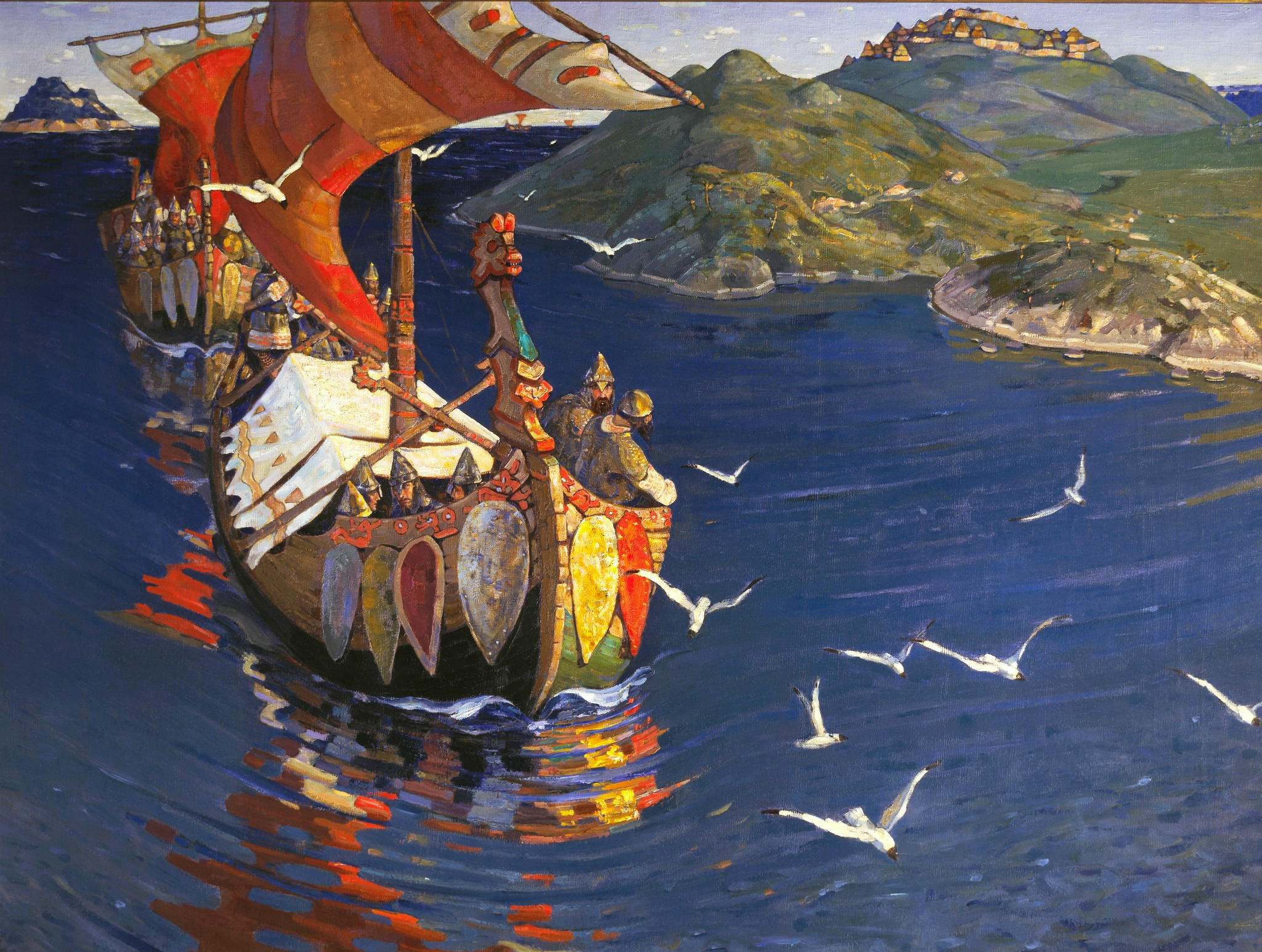
Hosté ze zámoří, ze souboru Počátky Rusi – Slované, 1901
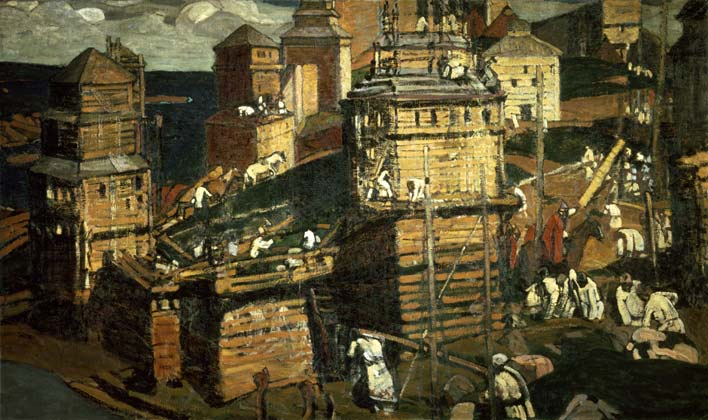
Město ve výstavbě, 1902
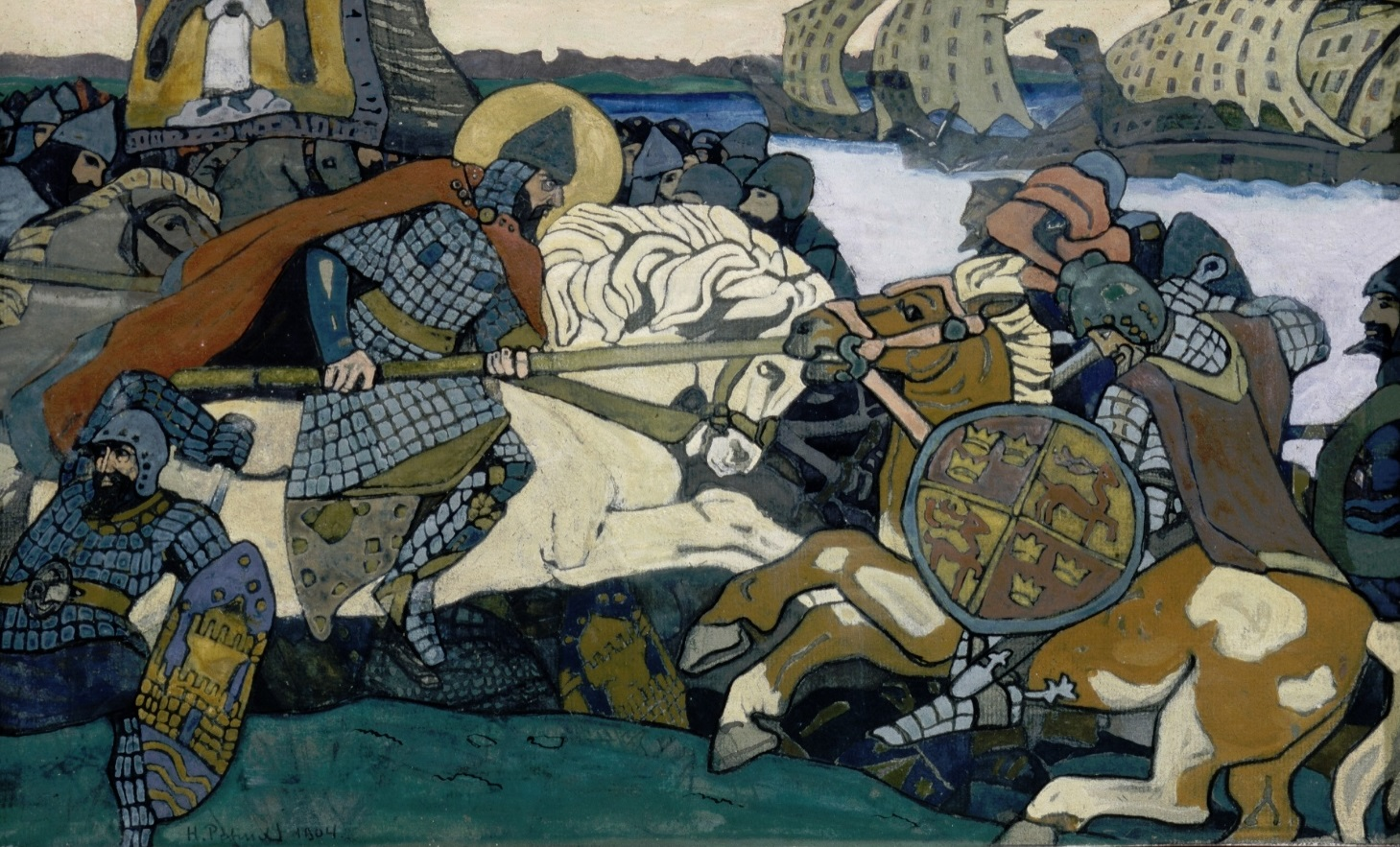
Alexandr Něvský vítězí nad jarlem Birgerem, 1904
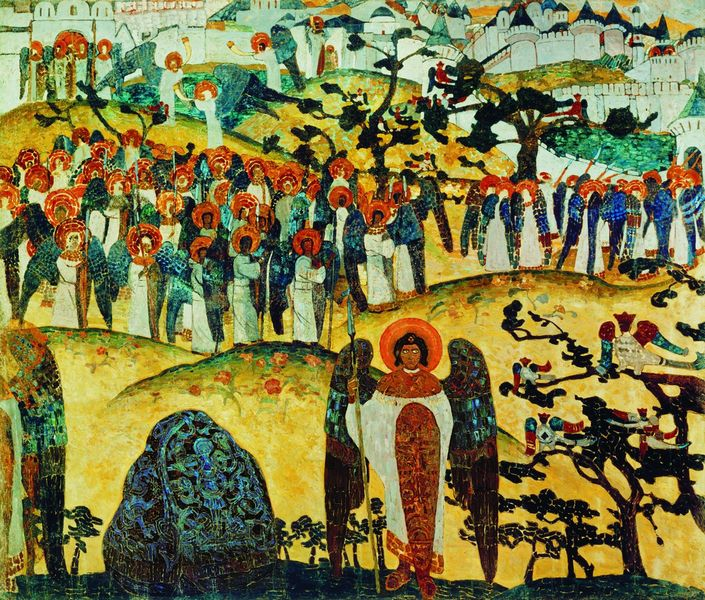
Poklad andělů, 1904–1905, vyst. 1911
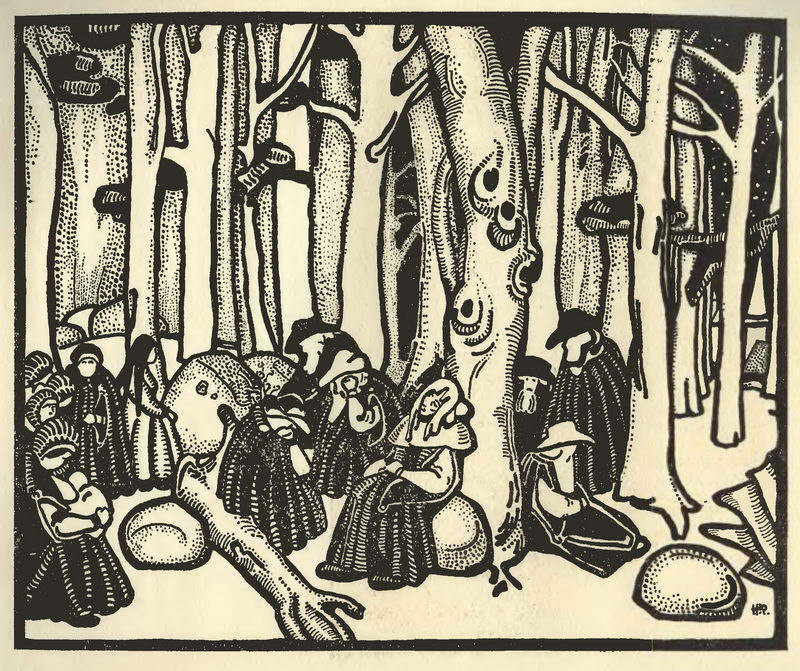
Il. ke hře M. Maeterlincka Les Aveugles (The Blind), 1906
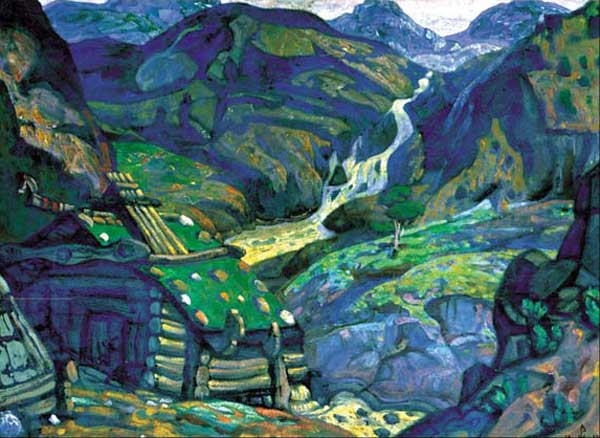
Il. k dramatu H. Ibsena Peer Gynt, 1911–1912
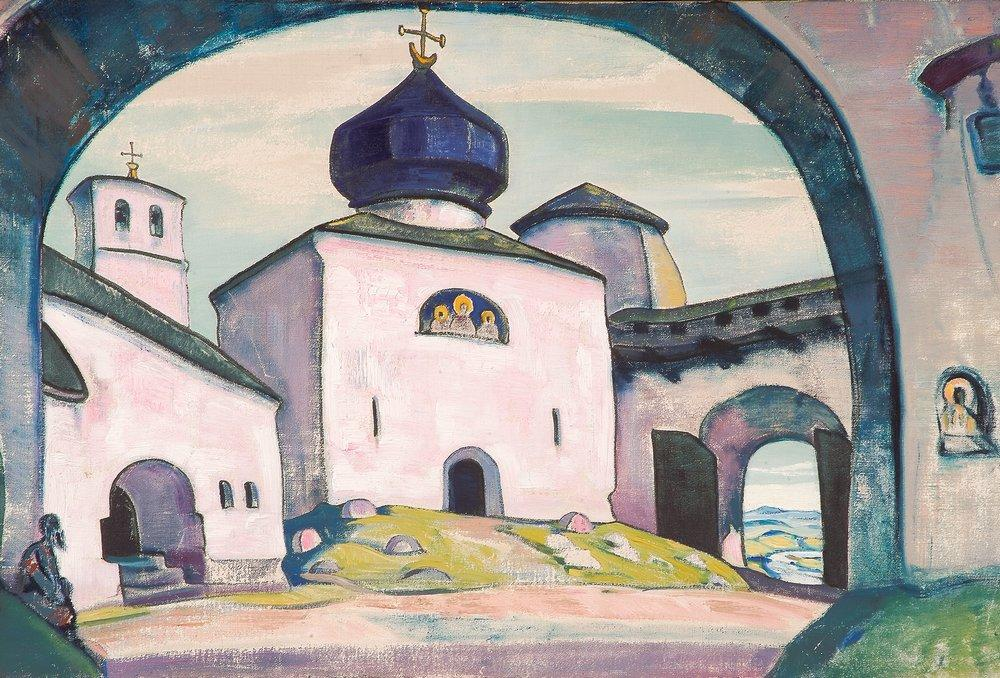
Návrh dekorací ke Korsakovově opeře Pskoviťanka, 1922
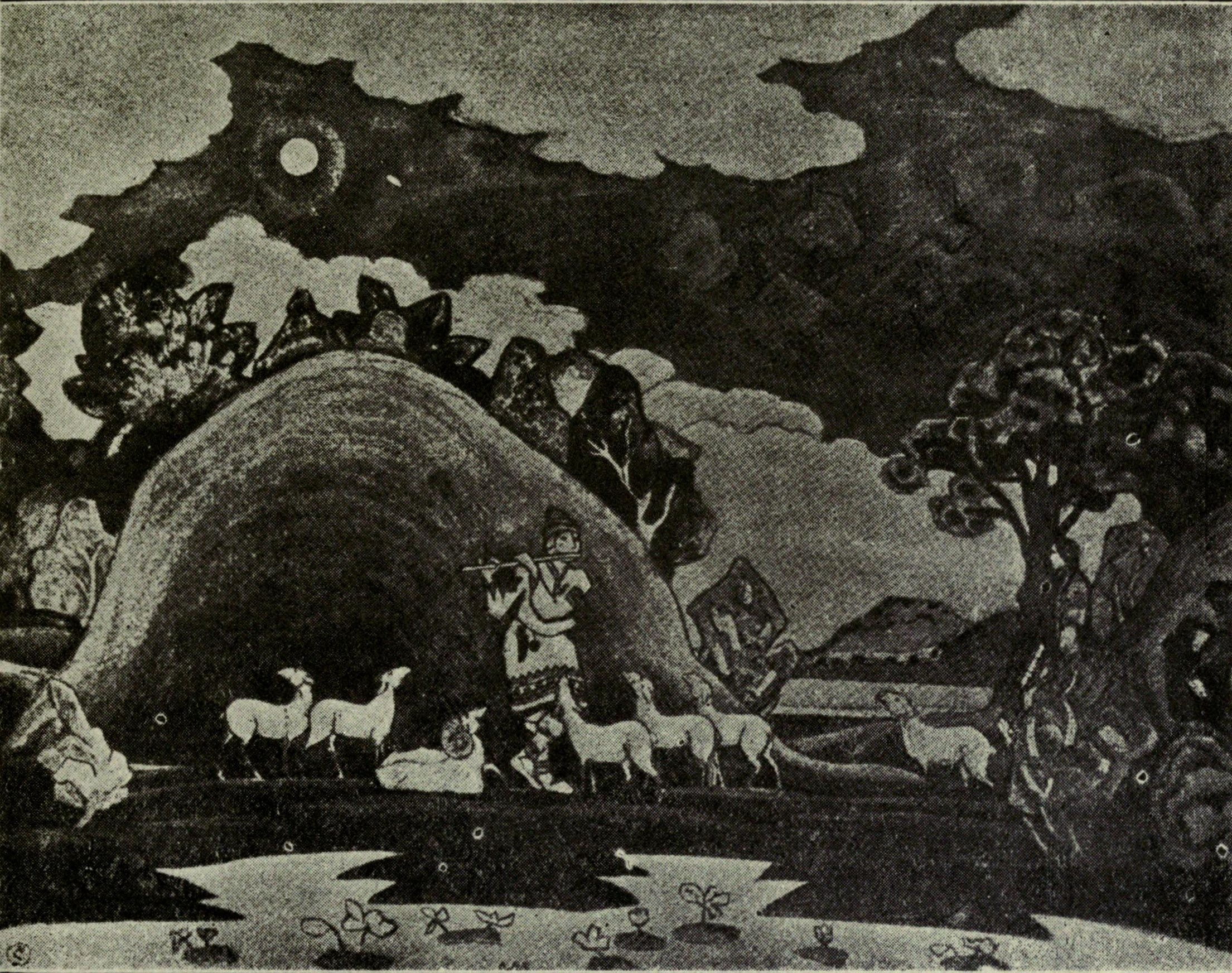
Leeova píseň, publikováno 1921

### Řády a vyznamenání
- Řád sv. Stanislava (Rusko)
- Řád sv. Anny (Rusko)
- Řád sv. Vladimíra (Rusko)
- Řád sv. Sávy (Srbsko)
- Rytíř čestné legie (Francie).

V češtině vyšla v 2003 Rerichova kniha Zářící Šambala v nakladatelství Kitěž.
V Rusku si N. K. Rericha i jeho díla vždy velmi vážili, jeho obrazy jsou v moskevské Treťjakovské galerii a stále vycházejí v ruštině jeho knížky. Roku 2014 byla v Petrohradě uspořádána k 150. výročí umělcova narození veliká výstava, na které byly i obrazy zapůjčené ze zahraničí, především z Indie a USA.